# Rivière Mingan
Der Rivière Mingan ist ein ca. 145 km langer Fluss in der Verwaltungsregion Côte-Nord der kanadischen Provinz Québec.

## Flusslauf
Der Rivière Mingan hat seinen Ursprung in einem namenlosen 550 m hoch gelegenen See, 8 km südsüdwestlich der Barrage de la Romaine-3. Er fließt in überwiegend südsüdwestlicher Richtung durch die regionale Grafschaftsgemeinde Minganie zum Sankt-Lorenz-Golf. Am Oberlauf durchfließt der Rivière Mingan mehrere kleinere Seen und nimmt das Wasser weiterer Seen auf. Zwischen Lac André und Lac Dominique bildet der Rivière Mingan auf einem knapp 10 km langen Abschnitt zwei Flussarme. Ab Flusskilometer 100 fließt der Rivière Mingan in südsüdwestlicher Richtung. Bei Flusskilometer 74 trifft der Rivière Mingan Nord-Ouest von rechts auf den Fluss. Dieser mündet schließlich 30 km westlich von Havre-Saint-Pierre ins Meer. An seiner Mündung liegt das Innu-Reservat Mingan. 7,5 km oberhalb der Mündung befinden sich die Rapides Nakatshuan (⊙).
Der Fluss hat ein Einzugsgebiet von 2344 km² und einen mittleren Abfluss von 56 m³/s.
Der Fluss wird zum Lachsfang genutzt.